# Nový Dvůr
Nový Dvůr là một làng thuộc huyện Nymburk, vùng Středočeský, Cộng hòa Séc.